# Israel Broadcasting Authority

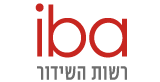

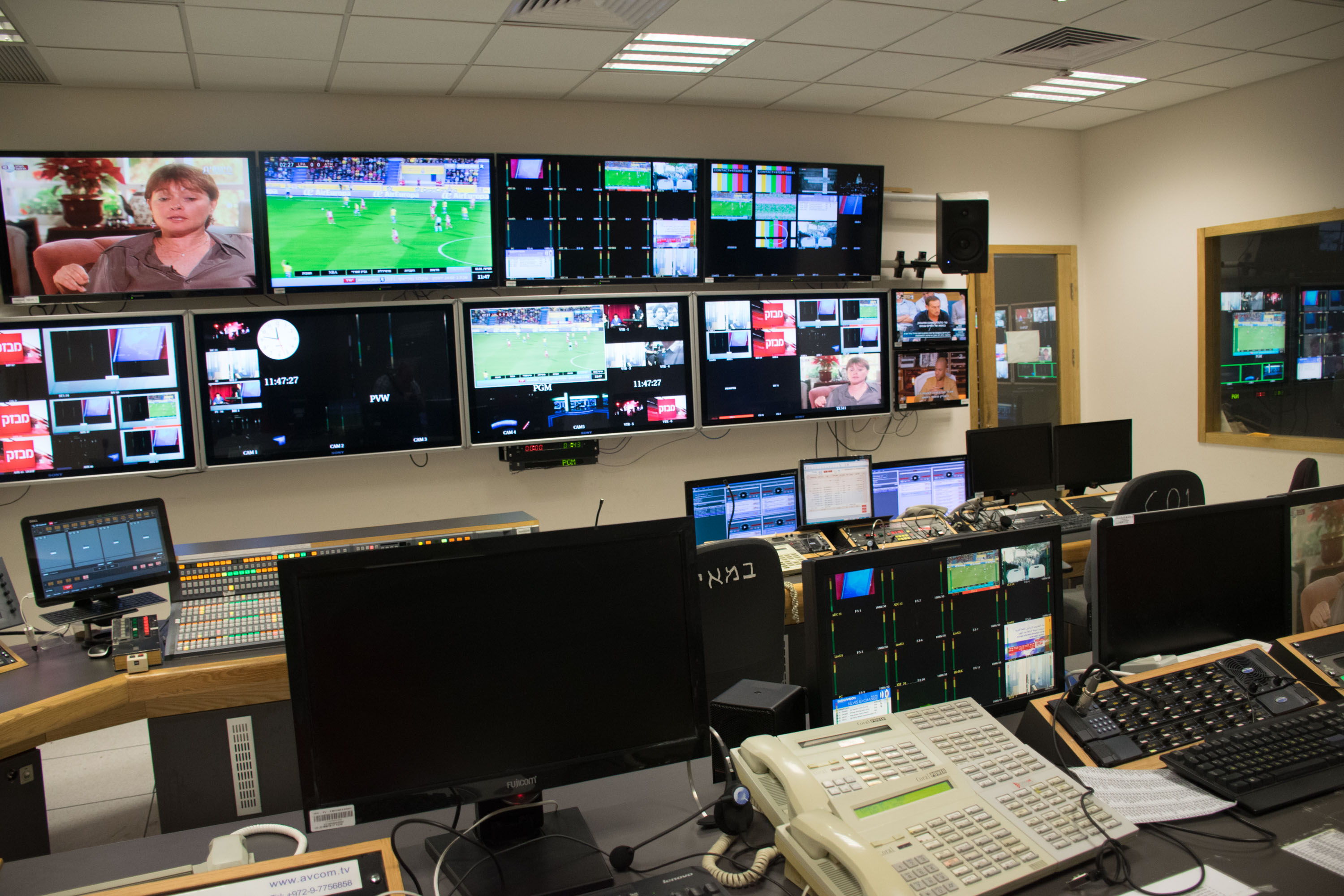

Israel Broadcasting Authority (IBA) – izraelski nadawca radiowo-telewizyjny istniejący w latach 1948–2017, z siedzibą w Jerozolimie. Pierwszy kanał telewizyjny uruchomiono w 1968 r., a radiowy w 1948 r.
Do 1965 roku funkcjonował pod nazwą Israel Broadcasting Service.

## Kanały telewizji publicznej Izraela
- Kanał 1
- Kanał 1 HD
- Kanał 33

## Stacje radiowe
- Reshet Aleph
- Reshet Beit
- Reshet Gimel
- Reshet Dalet
- Reka or Reshet Klitat Aliya
- 88 FM
- Kol Ha-Musika
- Kol Ha-Kampus